# Kokillengießverfahren

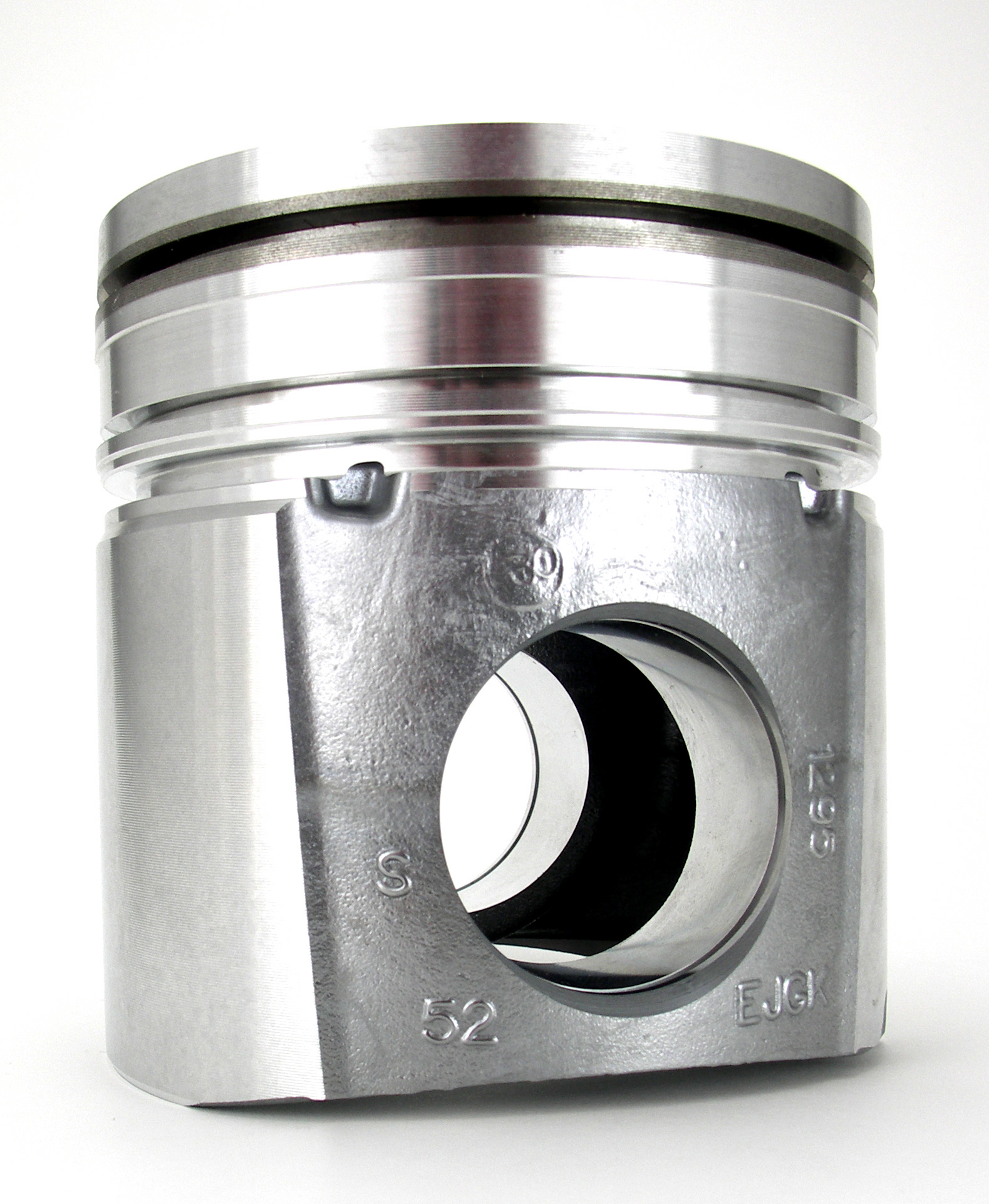
Kolben eines Dieselmotors. Schwerkraftkokillenguss, bearbeitet, Kolbenlegierung.

Das Kokillengießverfahren ist ein Gießverfahren, bei dem Schmelzen unter dem Einfluss von Schwerkraft oder geringen Drücken in Kokillen, metallische Dauerformen, steigend oder fallend vergossen werden. Er wird vor allem zum Vergießen von Aluminium-, Magnesium- und Messinglegierungen verwendet, sowie bisweilen Eisenlegierungen.
Während einfache Kokillen händisch befüllt werden können, erfordern komplexere Kokillen oder größere Serien eine maschinelle Befüllung. Zum Teil sind hierbei auch andere Schritte der Kokillenvor- und Nachbereitung automatisiert bzw. mechanisiert.

## Gießverfahren
Man unterscheidet im Wesentlichen Sturzgießen, Schwerkraftgießen, Kipptiegelgießen (hierbei wird eine Niveauverschiebung genutzt) und Niederdruckgießen.

### Sturzguss
Das einfachste eine Dauerform nutzende Verfahren ist der Sturzguss, der vornehmlich bei Legierungen mit niedrigem Schmelzintervall Anwendung findet. Eine meist zweiteilige Form, deren Innenseite die Konturen des Gussstücks wiedergibt, wird mit Schmelze gefüllt. Nach kurzer Zeit bildet sich eine Erstarrungsschicht, der noch flüssige Rest der Schmelze wird in den Tiegel zurückgegeben und das Gussstück nach weiterer Abkühlung der Form entnommen.
Es muss bei Konstruktion jeder Kokille darauf geachtet werden, dass das flüssige Metall alle Formbereiche füllt, bevor in den vom Einguss entfernten und dünnwandigen Partien die Erstarrung einsetzt. Um das Entstehen von Volumendefiziten, die Bildung von Lunkern, zu verhindern, ist es meist erforderlich, bei bestimmten Partien des Gussstücks die Erstarrung entweder durch Isolation zu verzögern oder sie durch Kühlstifte zu beschleunigen. Um Hohlräume bzw. komplexe Konturen abzubilden, sind Gießkerne, auch in Form von Kernpaketen, erforderlich, die vor der Formfüllung an entsprechenden Stellen der Kokille fixiert werden. Nach Abkühlung wird die Form geöffnet und das Gussteil entnommen. Die eingesetzten Kerne, deren Bindemittel vergast oder verbrannt ist, werden durch eine Rüttelvorrichtung aus dem Gussteil entfernt. Auch Salzkerne finden Verwendung, zu deren Entfernung das Gussteil in Wasser gelegt wird. Metallische Kerne werden mit einem Knippeisen gezogen, bevor die Form geöffnet wird.

Prinzipskizze eines Niederdruckgusses.

### Niederdruckgießen
Eine Variante ist das Niederdruckgießverfahren. Die Schmelze gelangt hierbei durch ein Steigrohr in die Kokille, sobald der Badspiegel druckbeaufschlagt wird. Die Technik begünstigt dichten und porenfreien Guss, wichtiges Einsatzgebiet ist die Fertigung von Aluminiumrädern für Automobile.
Mit einer Kokille können bis zu 100.000 Abgüsse getätigt werden. Im Hinblick auf die Kosten der Formherstellung sieht man eine Menge von 10.000 Stück als Grenze der Wirtschaftlichkeit an.

## Vorteile
Verglichen mit dem Sandguss, bei dem spezielle Sande als Formstoffe verwendet werden, ermöglicht eine metallische Kokille aufgrund ihrer hohen Wärmeleitfähigkeit eine raschere Wärmeabfuhr. Die schnellere Erstarrung bildet ein feinkörnigeres Gefüge mit verbesserten mechanischen Eigenschaften und hoher Dichtheit, der Undurchlässigkeit des Gussstücks für Flüssigkeiten und Gase. Außerdem verfügt der Kokillenguss über eine bessere Maßgenauigkeit und Oberflächengüte, hohes Ausbringen bei einfachen Teilen und kürzere Herstellungszeiten.

## Kokillenwerkstoffe
Als Kokillenwerkstoffe finden Baustähle, Lamellengraphit-Gusseisen, Warmarbeitsstähle oder Molybdänlegierungen Anwendung.